# Ontario, Wisconsin
Ontario là một làng thuộc quận Vernon, tiểu bang Wisconsin, Hoa Kỳ. Năm 2006, dân số của làng này là 476 người.